# Aglaomorpha meyeniana
Aglaomorpha meyeniana là một loài thực vật có mạch trong họ Polypodiaceae. Loài này được Schott miêu tả khoa học đầu tiên năm 1834.

## Hình ảnh

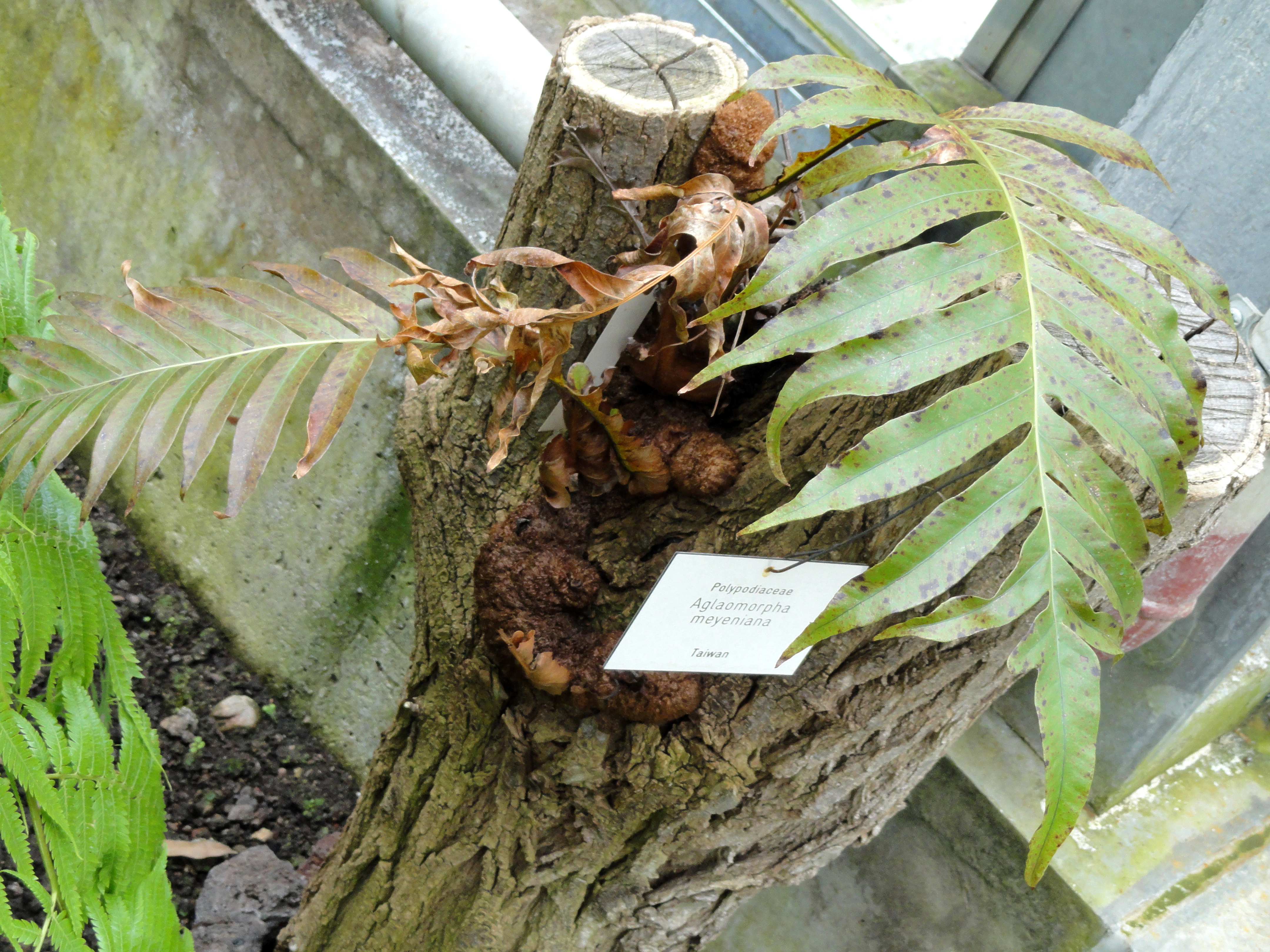
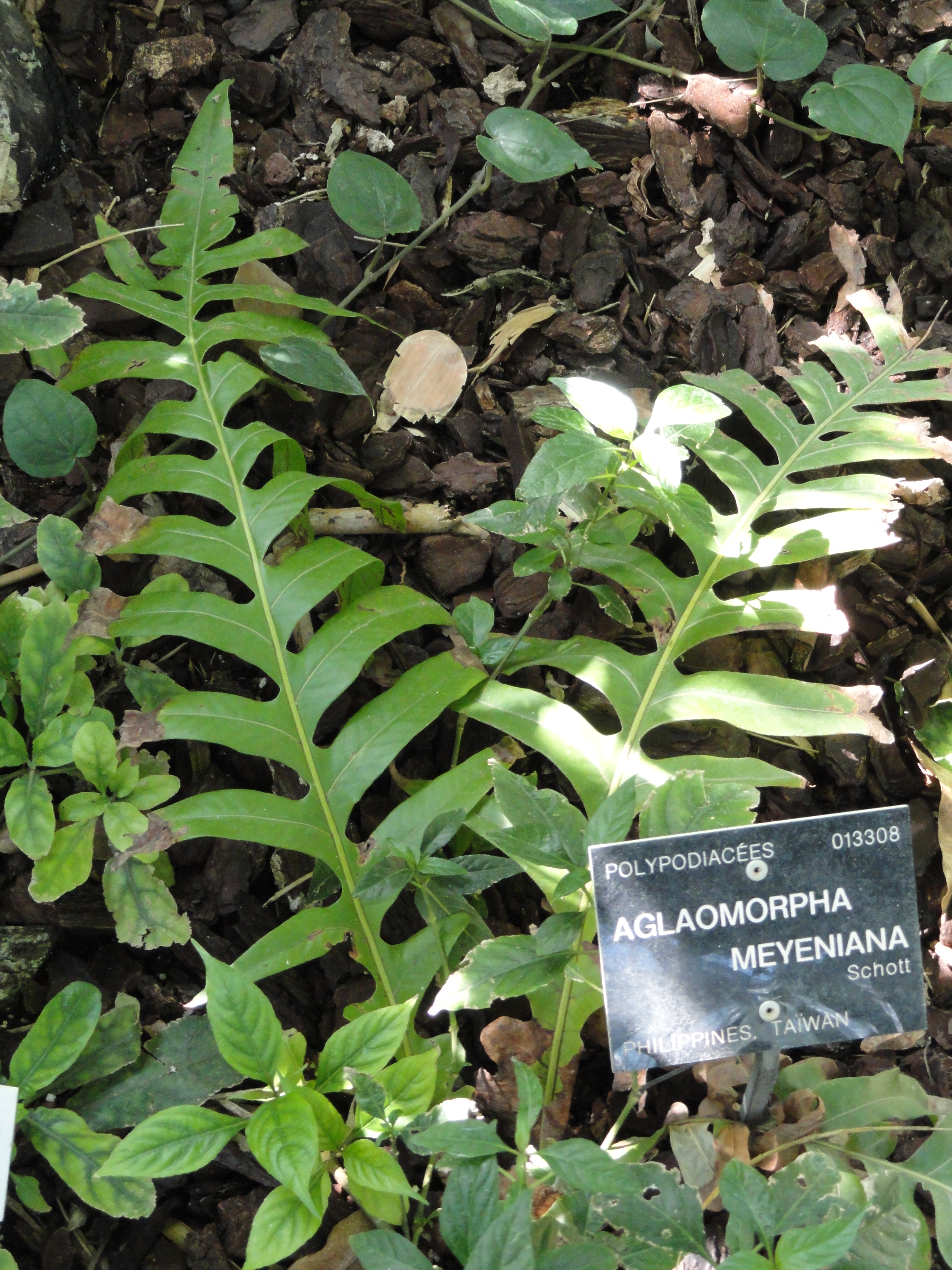
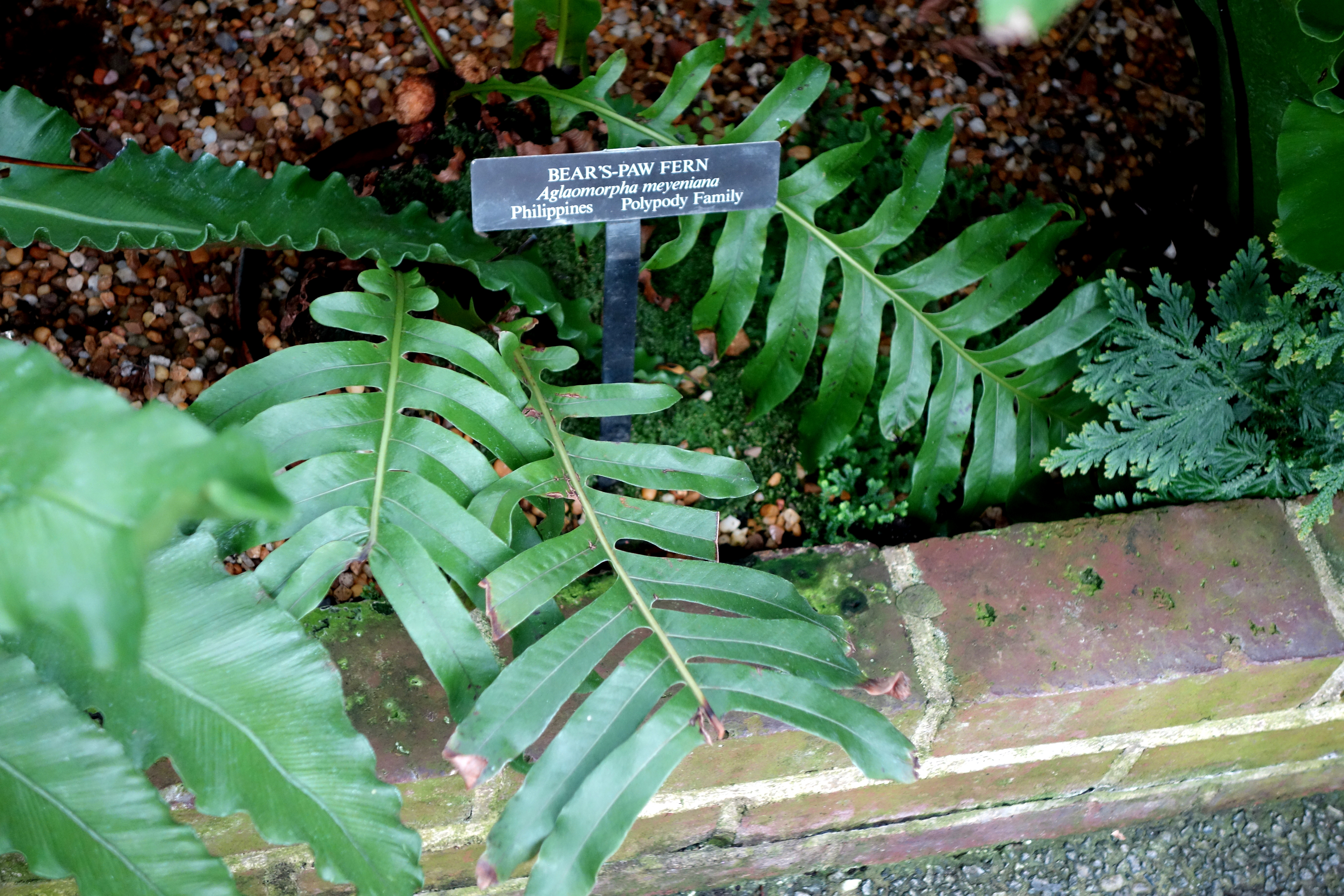
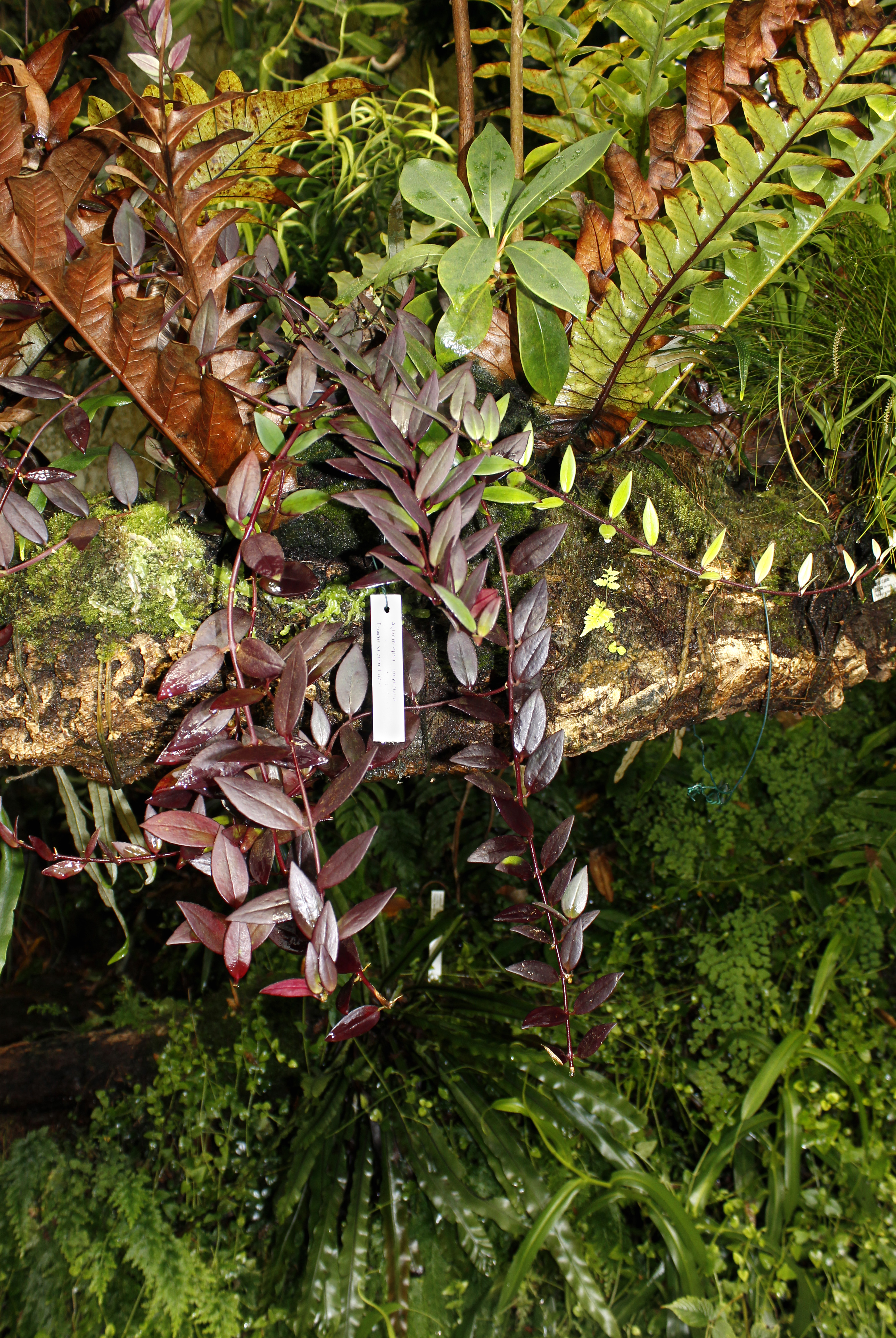